# Act III: M.O.T.T.E World Tour
Act III: M.O.T.T.E 'Moment of Truth The End' World Tour (gọi tắt là Act III: M.O.T.T.E) là chuyến lưu diễn thế giới thứ hai của nam ca sĩ kiêm sáng tác nhạc người Hàn Quốc G-Dragon. Nó là chuyển lưu diễn quảng bá cho EP Kwon Ji Yong (2017) của anh. Chuyến lưu diễn bắt đầu vào ngày 10 tháng 6 năm 2017 tại Seoul và kết thúc vào ngày 8 tháng 10 năm 2017 tại Đài Bắc, Đài Loan.
Act III đại diện cho sự khởi đầu của thập kỷ thứ ba trong cuộc đời G-Dragon trong khi 'M.O.T.T.E' (tiếng Hàn: 모태; Hanja: 母胎; Romaja: motae) có nghĩa là "tử cung của mẹ" trong tiếng Hàn, hoặc "từ khi sinh ra", cũng là từ viết tắt của 'Moment Of Truth The End'. Nó là chuyến lưu diễn hòa nhạc lớn nhất từng được thực hiện bởi một nghệ sĩ solo Hàn Quốc, đã có 654.000 người trên toàn thế giới tham dự.

## Bối cảnh
Vào tháng 1 năm 2017, YG Entertainment thông báo rằng G-Dragon đang thực hiện một album solo mới sẽ được phát hành vào năm 2017, cùng với một tour diễn quảng bá cho album. Vào ngày 31 tháng 3, nhiều phương tiện truyền thông đã đưa tin rằng G-Dragon sẽ biểu diễn tại Sân vận động World Cup Seoul vào ngày 10 tháng 6. YG Entertainment chính thức xác nhận buổi hòa nhạc một tuần sau đó, đưa G-Dragon trở thành nghệ sĩ solo thứ hai trong lịch sử biểu diễn tại Sân vận động World Cup Seoul, sau PSY. Vào ngày 25 tháng 4, đã có thông báo rằng chuyến lưu diễn sẽ diễn ra tại 18 thành phố trên khắp Châu Á, Bắc Mỹ và Châu Đại Dương. Vào ngày 17 tháng 6, các địa điểm bổ sung đã được công bố tại Hồng Kông, Philippines, Indonesia, Malaysia và Đài Loan. Vào ngày 26 tháng 6, YG Entertainment đã thêm 5 thành phố ở châu Âu vào tour diễn, đánh dấu lần đầu tiên G-Dragon biểu diễn solo ở châu Âu.
Buổi hòa nhạc tại Sân vận động World Cup Seoul được phát trực tiếp ở các rạp chiếu phim tại Nhật Bản. Buổi hòa nhạc cuối cùng tại Nhật Bản ở Tokyo Dome vào ngày 20 tháng 9 đã được phát sóng trực tiếp tại 100 rạp trên khắp Nhật Bản.
Nhà thiết kế và đạo diễn nổi tiếng Willo Perron, là giám đốc sáng tạo cho chuyến lưu diễn, trước đây đã từng làm việc với các nghệ sĩ quốc tế như Rihanna, Kanye West và Drake.

## Hiệu suất thương mại
Việc mở bán vé bắt đầu ở Hàn Quốc vào ngày 13 tháng 4, tất cả 40.000 vé đã được bán hết chỉ trong 8 phút và tạo ra 3,9 triệu USD doanh thu từ việc bán vé. Tại Ma Cao, buổi 
diễn thứ hai đã phải thêm vé sau khi lượt vé đầu tiên đã bán hết sau khi phát hành, bán được tổng cộng 22.000 vé. Tại Hồng Kông, G-Dragon đã phá kỷ lục về lượng người tham dự nhiều nhất tại AsiaWorld–Arena cho một buổi diễn duy nhất, quy tụ 18.200 khán giả mỗi đêm cho hai buổi biểu diễn liên tiếp. Chuyến lưu diễn của G-Dragon tại Nhật Bản đã thu hút tổng cộng 260.000 khán giả cho năm buổi hòa nhạc, với lượng người tham dự mỗi buổi hòa nhạc trung bình là 52.000 người. Chuyến lưu diễn có tên trong danh sách cuối năm của Pollstar, Top 200 chuyến du lịch Bắc Mỹ, G-Dragon xếp ở vị trí thứ 154 và kiếm được 7,9 triệu đô la từ 8 buổi diễn, khiến anh trở thành nghệ sĩ Hàn Quốc thứ hai lọt vào bảng xếp hạng này, sau nhóm nhạc Big Bang.

## Buổi biểu diễn
| Ngày                | Thành phố        | Quốc gia    | Địa điểm                         | Khán giả        | Doanh thu  |
| Châu Á              | Châu Á           | Châu Á      | Châu Á                           | Châu Á          | Châu Á     |
| ------------------- | ---------------- | ----------- | -------------------------------- | --------------- | ---------- |
| 10 tháng 6 năm 2017 | Seoul            | Hàn Quốc    | Sân vận động World Cup Seoul     | 40.000 / 40.000 | $3.900.000 |
| 17 tháng 6 năm 2017 | Ma Cao           | Ma Cao      | Cotai Arena                      | 22.000          | —          |
| 18 tháng 6 năm 2017 | Ma Cao           | Ma Cao      | Cotai Arena                      | 22.000          | —          |
| 24 tháng 6 năm 2017 | Singapore        | Singapore   | Sân vận động trong nhà Singapore | 15.000          | —          |
| 25 tháng 6 năm 2017 | Singapore        | Singapore   | Sân vận động trong nhà Singapore | 15.000          | —          |
| 7 tháng 7 năm 2017  | Băng Cốc         | Thái Lan    | IMPACT Arena                     | 20.000          | —          |
| 8 tháng 7 năm 2017  | Băng Cốc         | Thái Lan    | IMPACT Arena                     | 20.000          | —          |
| Bắc Mỹ              |                  |             |                                  |                 |            |
| 11 tháng 7 năm 2017 | Seattle          | Hoa Kỳ      | KeyArena                         | 6.246 / 8.610   | $809.157   |
| 14 tháng 7 năm 2017 | San Jose         | Hoa Kỳ      | Trung tâm SAP                    | 9.031 / 11.441  | $1.161.815 |
| 16 tháng 7 năm 2017 | Inglewood        | Hoa Kỳ      | The Forum                        | 9.928 / 10.957  | $1.354.697 |
| 19 tháng 7 năm 2017 | Houston          | Hoa Kỳ      | Trung tâm Toyota                 | 5.708 / 7.796   | $789.233   |
| 21 tháng 7 năm 2017 | Chicago          | Hoa Kỳ      | Trung tâm United                 | 7.035 / 10.688  | $944.143   |
| 25 tháng 7 năm 2017 | Miami            | Hoa Kỳ      | American Airlines Arena          | 4.481 / 12.129  | $562.097   |
| 27 tháng 7 năm 2017 | Brooklyn         | Hoa Kỳ      | Trung tâm Barclays               | 7.920 / 9.861   | $1.380.349 |
| 30 tháng 7 năm 2017 | Toronto          | Canada      | Trung tâm Air Canada             | 9.525 / 9.525   | $1.078.640 |
| Châu Đại Dương      |                  |             |                                  |                 |            |
| 5 tháng 8 năm 2017  | Sydney           | Úc          | Qudos Bank Arena                 | —               | —          |
| 8 tháng 8 năm 2017  | Brisbane         | Úc          | Trung tâm giải trí Brisbane      | 2.103 / 2.351   | $401.154   |
| 12 tháng 8 năm 2017 | Melbourne        | Úc          | Hisense Arena                    | —               | —          |
| 16 tháng 8 năm 2017 | Auckland         | New Zealand | Spark Arena                      | —               | —          |
| Châu Á              |                  |             |                                  |                 |            |
| 19 tháng 8 năm 2017 | Fukuoka          | Nhật Bản    | Fukuoka Dome                     | 260.000         | —          |
| 22 tháng 8 năm 2017 | Osaka            | Nhật Bản    | Kyocera Dome                     | 260.000         | —          |
| 23 tháng 8 năm 2017 | Osaka            | Nhật Bản    | Kyocera Dome                     | 260.000         | —          |
| 25 tháng 8 năm 2017 | Xích Liệp Giác   | Hồng Kông   | AsiaWorld–Arena                  | 36.000          | —          |
| 26 tháng 8 năm 2017 | Xích Liệp Giác   | Hồng Kông   | AsiaWorld–Arena                  | 36.000          | —          |
| 1 tháng 9 năm 2017  | Thành phố Quezon | Philippines | Đấu trường Smart Araneta         | —               | —          |
| 3 tháng 9 năm 2017  | Jakarta          | Indonesia   | Hội trường ICE                   | —               | —          |
| 17 tháng 9 năm 2017 | Kuala Lumpur     | Malaysia    | Sân vận động Merdeka             | 12.000          | —          |
| 19 tháng 9 năm 2017 | Tokyo            | Nhật Bản    | Tokyo Dome                       |                 | —          |
| 20 tháng 9 năm 2017 | Tokyo            | Nhật Bản    | Tokyo Dome                       |                 | —          |
| Châu Âu             |                  |             |                                  |                 |            |
| 23 tháng 9 năm 2017 | Birmingham       | Anh         | Genting Arena                    | —               | —          |
| 24 tháng 9 năm 2017 | Luân Đôn         | Anh         | The SSE Arena, Wembley           | —               | —          |
| 26 tháng 9 năm 2017 | Amsterdam        | Hà Lan      | Ziggo Dome                       | —               | —          |
| 28 tháng 9 năm 2017 | Paris            | Pháp        | AccorHotels Arena                | —               | —          |
| 30 tháng 9 năm 2017 | Berlin           | Đức         | Mercedes-Benz Arena              | 9.161 / 12.322  | $1.279.070 |
| Châu Á              |                  |             |                                  |                 |            |
| 7 tháng 10 năm 2017 | Đài Bắc          | Đài Loan    | Trung tâm triển lãm Nam Cảng     | 22.000          | $2.670.220 |
| 8 tháng 10 năm 2017 | Đài Bắc          | Đài Loan    | Trung tâm triển lãm Nam Cảng     | 22.000          | $2.670.220 |
| Tổng cộng           | Tổng cộng        | Tổng cộng   | Tổng cộng                        | 800.000         | —          |